# Montbrison-sur-Lez
Montbrison-sur-Lez település Franciaországban, Drôme megyében. Lakosainak száma 269 fő (2022. január 1.). Montbrison-sur-Lez Le Pègue, Taulignan, Roche-Saint-Secret-Béconne, Rousset-les-Vignes és Valréas községekkel határos.

## Népesség
A település népességének változása:
| Lakosok száma | 208  | 258  | 266  | 310  | 298  | 291  | 281  | 275  | 274  | 269  |
|               | 1968 | 1982 | 1990 | 2006 | 2013 | 2015 | 2017 | 2019 | 2020 | 2022 |